# Filisur
Filisur (rätoromanisch Filisourⓘ) ist ein Dorf in der Gemeinde Bergün Filisur im Schweizer Kanton Graubünden. Bis am 31. Dezember 2017 bildete es eine selbstständige politische Gemeinde.

## Geographie

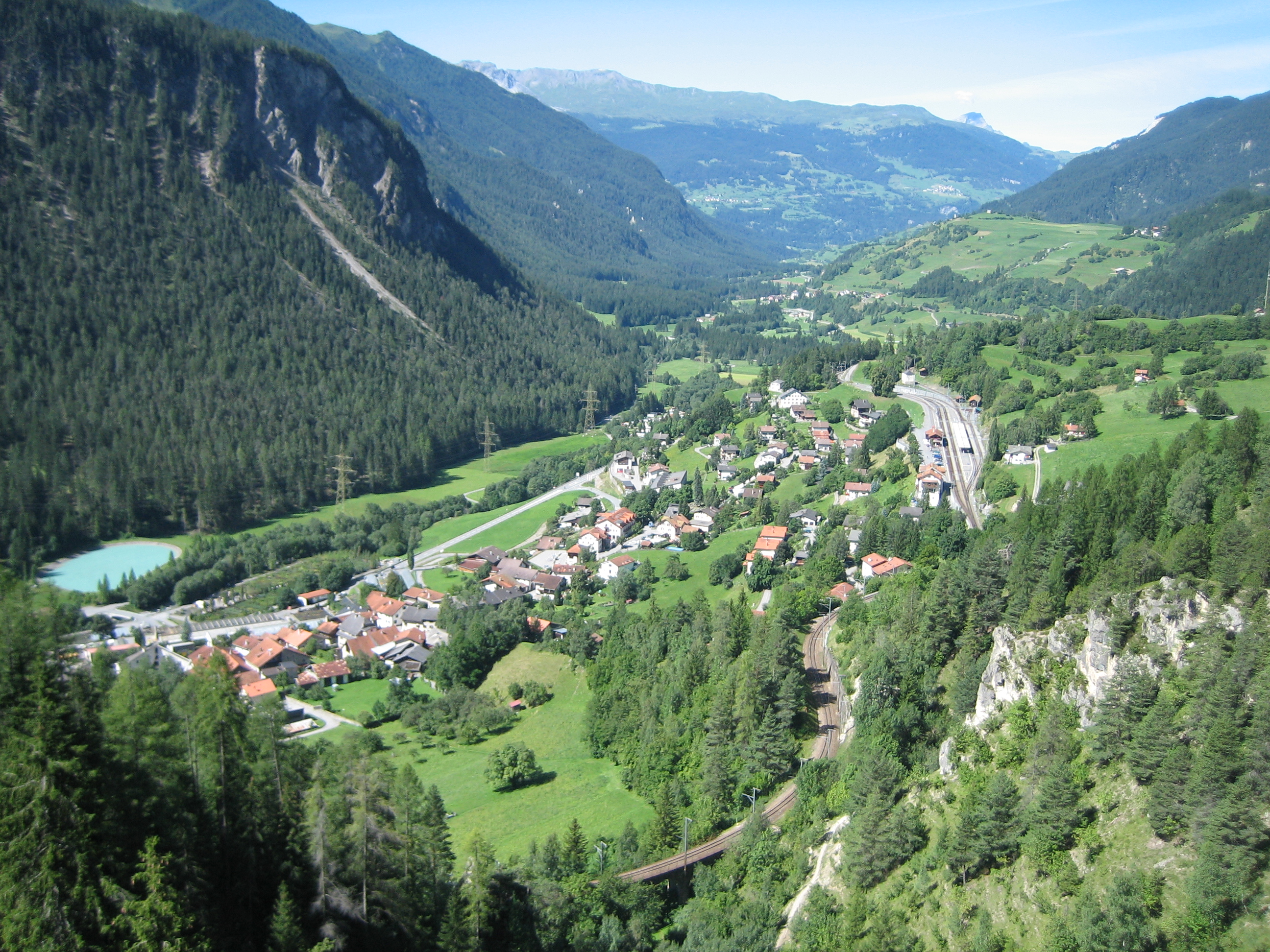
Blick auf Filisur und das Albulatal talwärts von der Ruine Greifenstein aus

Das Dorf liegt auf der rechten Talseite oberhalb der Albula nahe der Kurorte Davos, St. Moritz, Savognin und Lenzerheide. Zu Filisur gehört der Weiler Jenisberg (1504 m ü. M.) am linken Abhang des Landwassertals, ein ehemaliges kleines Walserdorf.

## Geschichte
In Filisur gab es bereits erste Siedlungen in der Bronzezeit. Dies belegen bronzezeitliche Fragmente, die gefunden wurden. Doch der Name Filisur selbst wird erstmals im Jahre 1262 als villa Fallisour erwähnt. Die Burg Greifenstein oberhalb Filisur war zunächst Sitz der Herren von Greifenstein, eines hochadligen Bündner Geschlechts aus dem 13. Jahrhundert. Später war die Burg Sitz der bischöflichen Vögte mit Höfen im Dorfbereich.

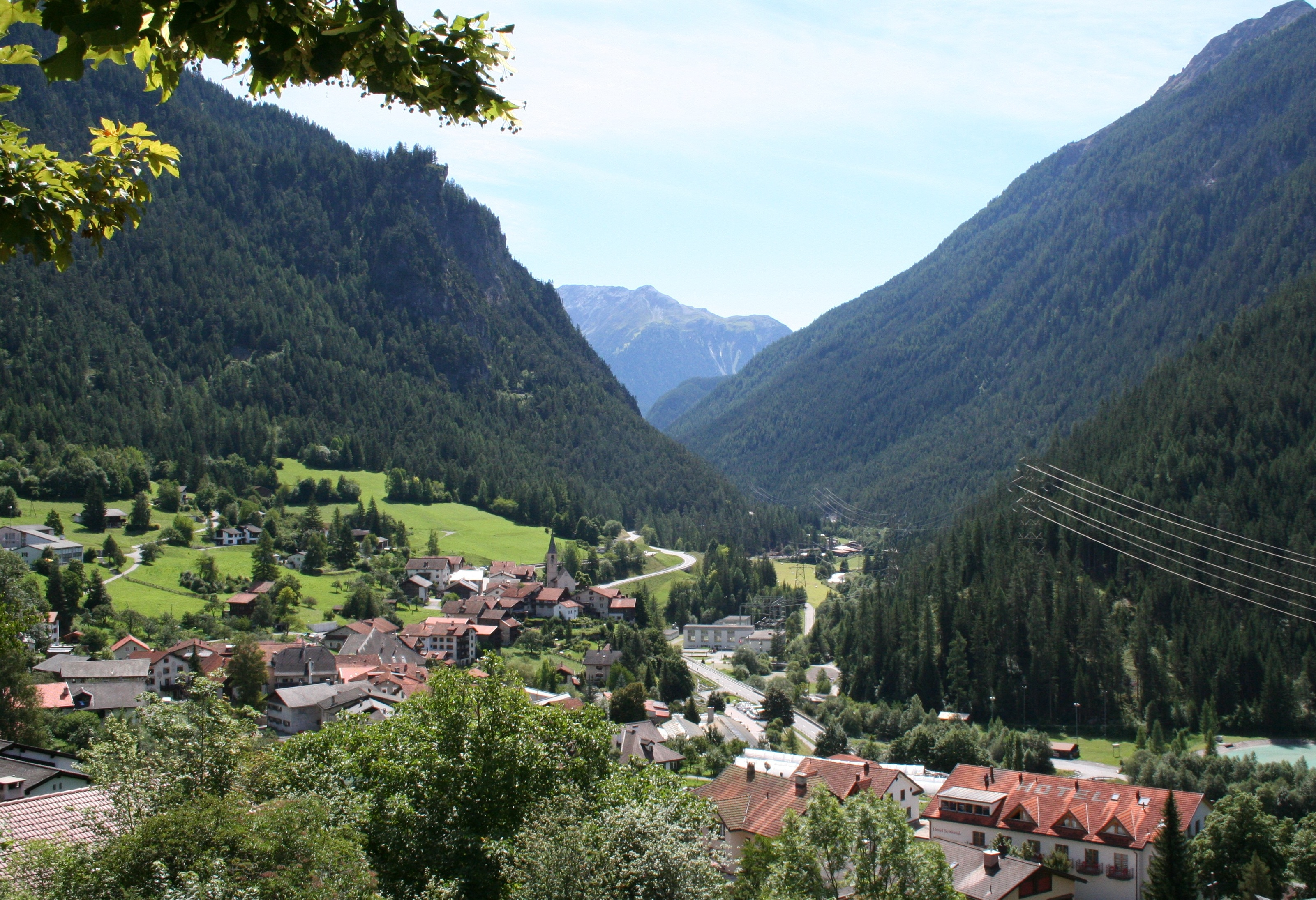
Blick nach Osten

Landwasserviadukt; Luftbild von Werner Friedli, 1947

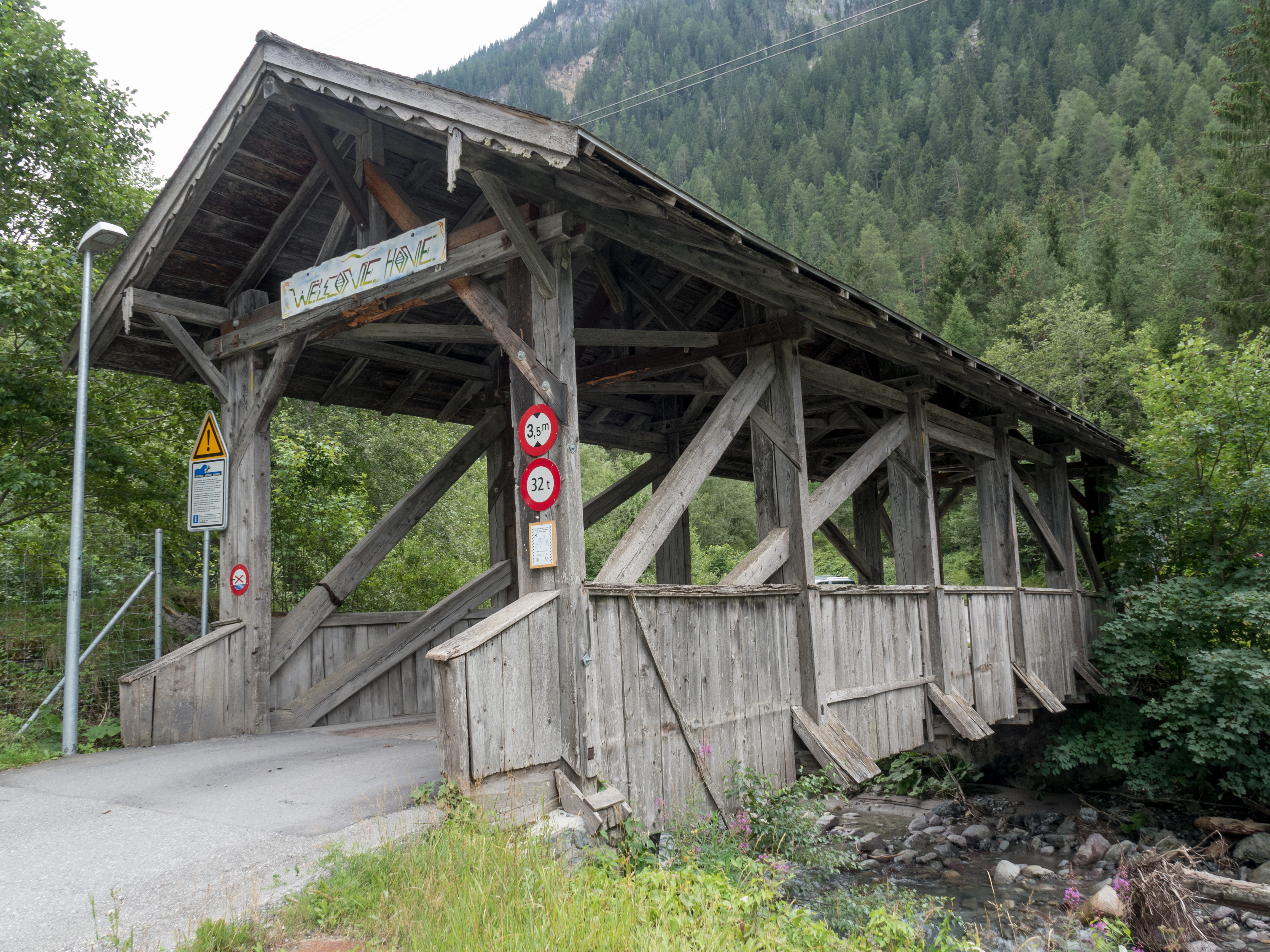
Frevgias Brücke (ca. 1900) über die Albula

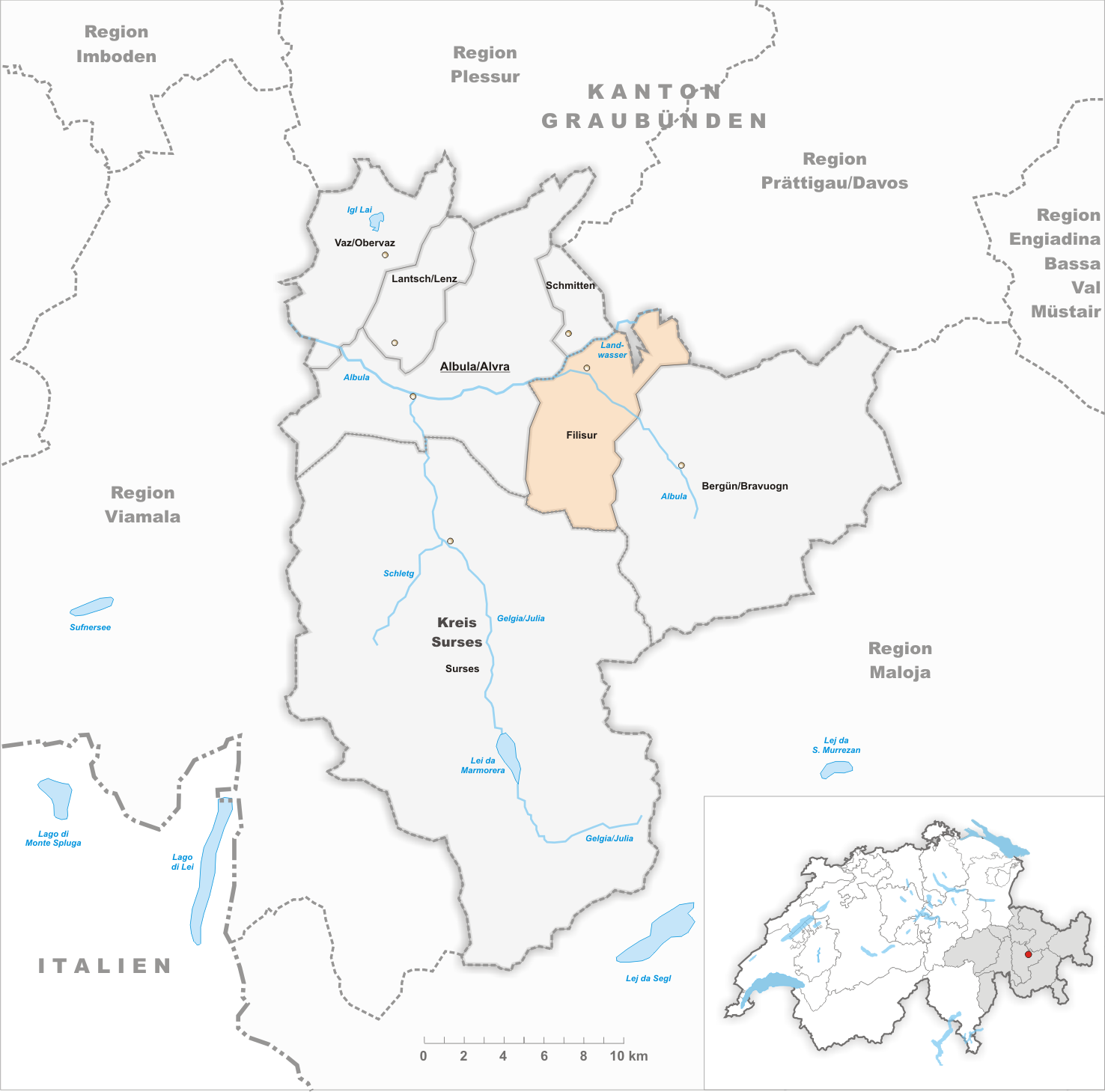
Gemeindestand vor der Fusion am 1. Januar 2018

Historisches Luftbild von Werner Friedli von 1947

Über die Herren Wildenberger, Werdenberger und Matscher gelangte die Herrschaft Greifenstein 1394 an das Bistum Chur, das die Burg zum Verwaltungszentrum der Region machte. Das obere Albulatal wurde dann im Hochmittelalter von den Rätoromanen besiedelt. Das Maiensässgebiet von Jenisberg wurde im 15. Jahrhundert von deutschsprachigen Walsern besiedelt. Kirchlich gehörte Filisur bis im Jahre 1496 zu Bergün. Die Kirche St. Jodocus und Florinus war 1495 fertiggestellt, und von da an hatte man auch eine Kirche im Dorf. 1537 kaufte sich die Gemeinde von den bischöflichen Herrschaftsrechten frei. Um das Jahr 1590 trat die Gemeinde zum reformierten Glauben über. Die Nachbarschaft Filisur besass ein eigenes Zivilgericht in der Gemeinde Bergün bis 1851.
Da die Gegend wasser- und waldreich war, entwickelte sich hier das Zentrum des Erzabbaus bzw. der Verhüttung der Region. Seit 1565 wurden hier Hochöfen für die Eisen- und Zinkgewinnung nahe Filisur an der Albula betrieben. Vom Leben der über 100 Arbeiter blieben nur spärliche Zeugnisse übrig, da 1848 der Erzabbau und die Verhüttung aufgegeben wurden. Das Zentrum dieser Epoche war die Schmelze bei der Bellaluna, wo noch Reste des Knappen- sowie das Direktionshaus stehen.
Lange Zeit lebte man im Dorf von Viehwirtschaft und Ackerbau. Als zwischen 1855 und 1858 der Ausbau der Albulastrasse erfolgte, konnte man als weitere Verdienstmöglichkeit vom Durchgangsverkehr profitieren. Filisur ist ein Strassendorf. Durch den Bau der Rhätischen Bahn zwischen 1898 und 1909 ins Engadin und nach Davos wurde Filisur zu einem Verkehrsknotenpunkt.
Filisur wurde bis Ende des 19. Jahrhunderts weitgehend germanisiert. 1914 wurde Deutsch zur Hauptsprache der Menschen in Filisur und löste damit das Romanische ab. 
Die Verhandlungen bezüglich einer Fusion mit der Gemeinde Bergün/Bravuogn zur Gemeinde Bergün Filisur liefen seit 2014 und wurden per 1. Januar 2018 mit der Fusion vollzogen.

## Bevölkerung
| Bevölkerungsentwicklung | Bevölkerungsentwicklung | Bevölkerungsentwicklung | Bevölkerungsentwicklung | Bevölkerungsentwicklung | Bevölkerungsentwicklung | Bevölkerungsentwicklung | Bevölkerungsentwicklung | Bevölkerungsentwicklung | Bevölkerungsentwicklung | Bevölkerungsentwicklung | Bevölkerungsentwicklung |
| ----------------------- | ----------------------- | ----------------------- | ----------------------- | ----------------------- | ----------------------- | ----------------------- | ----------------------- | ----------------------- | ----------------------- | ----------------------- | ----------------------- |
| Jahr                    | 1803                    | 1850                    | 1888                    | 1900                    | 1910                    | 1950                    | 1980                    | 1990                    | 2000                    | 2005                    | 2016                    |
| Einwohner               | 164                     | 280                     | 273                     | 644 (Bahnbau)           | 333                     | 375                     | 410                     | 413                     | 466                     | 487                     | 458                     |

### Bevölkerungsentwicklung
Um das Jahr 1800 zählte man 164 Einwohner. Die Einwohnerzahl entwickelte sich mit den Jahren langsam, um 1850 waren es bereits 280. Dies blieb bis zum Bahnbau um die Jahrhundertwende ziemlich konstant. Der Bau der Albulalinie brachte dann Arbeiter ins Dorf, und es wurden zwischenzeitlich bis zu 644 Bewohner gezählt. Nach dem grossen Bau pendelte sich dann die Zahl bei 333 ein. Nach den Weltkriegen und der Modernisierung entwickelte sich auch das Dorf langsam, und 1990 zählte man in Filisur bereits 413 Einwohner. Ende 2006 wurden 487 Einwohner gezählt.

### Sprachen
In der Gemeinde sprach man ursprünglich rätoromanisch und zwar einen Dialekt des Surmiran; als Schriftsprache diente jedoch (aus konfessionellen Gründen) das Oberengadiner Romanisch (Putèr). Doch schon ab dem 19. Jahrhundert erfolgte der Sprachwechsel zum Deutschen, wobei sich bis zur Zeit vor dem Ersten Weltkrieg eine grössere romanischsprachige Bevölkerungsminderheit hielt. 1880 sprachen noch 36,5 %, 1910 noch 21,92 % Rätoromanisch. Bei der Volkszählung 1941 gaben nur noch 10,7 % der Bewohner Romanisch als ihre Muttersprache an. Die Gemeinde ist heute beinahe vollständig eingedeutscht. Bloss noch 7,3 % der Einwohnerschaft verstehen Romanisch. Die Entwicklung der letzten Jahrzehnte zeigt folgende Tabelle:
| Sprachen in Filisur |                   |                   |                   |                   |                   |                   |
| Sprachen            | Volkszählung 1980 | Volkszählung 1980 | Volkszählung 1990 | Volkszählung 1990 | Volkszählung 2000 | Volkszählung 2000 |
| Sprachen            | Anzahl            | Anteil            | Anzahl            | Anteil            | Anzahl            | Anteil            |
| Deutsch             | 339               | 82,68 %           | 357               | 86,44 %           | 394               | 84,55 %           |
| Rätoromanisch       | 20                | 4,88 %            | 14                | 3,39 %            | 14                | 3,00 %            |
| Italienisch         | 31                | 7,56 %            | 19                | 4,60 %            | 31                | 6,65 %            |
| Einwohner           | 410               | 100 %             | 413               | 100 %             | 466               | 100 %             |

### Staatsangehörigkeit
Von den 487 Bewohnern (Ende 2005) waren 428 (= 88 %) Schweizer Staatsangehörige.

## Kultur und Sehenswürdigkeiten

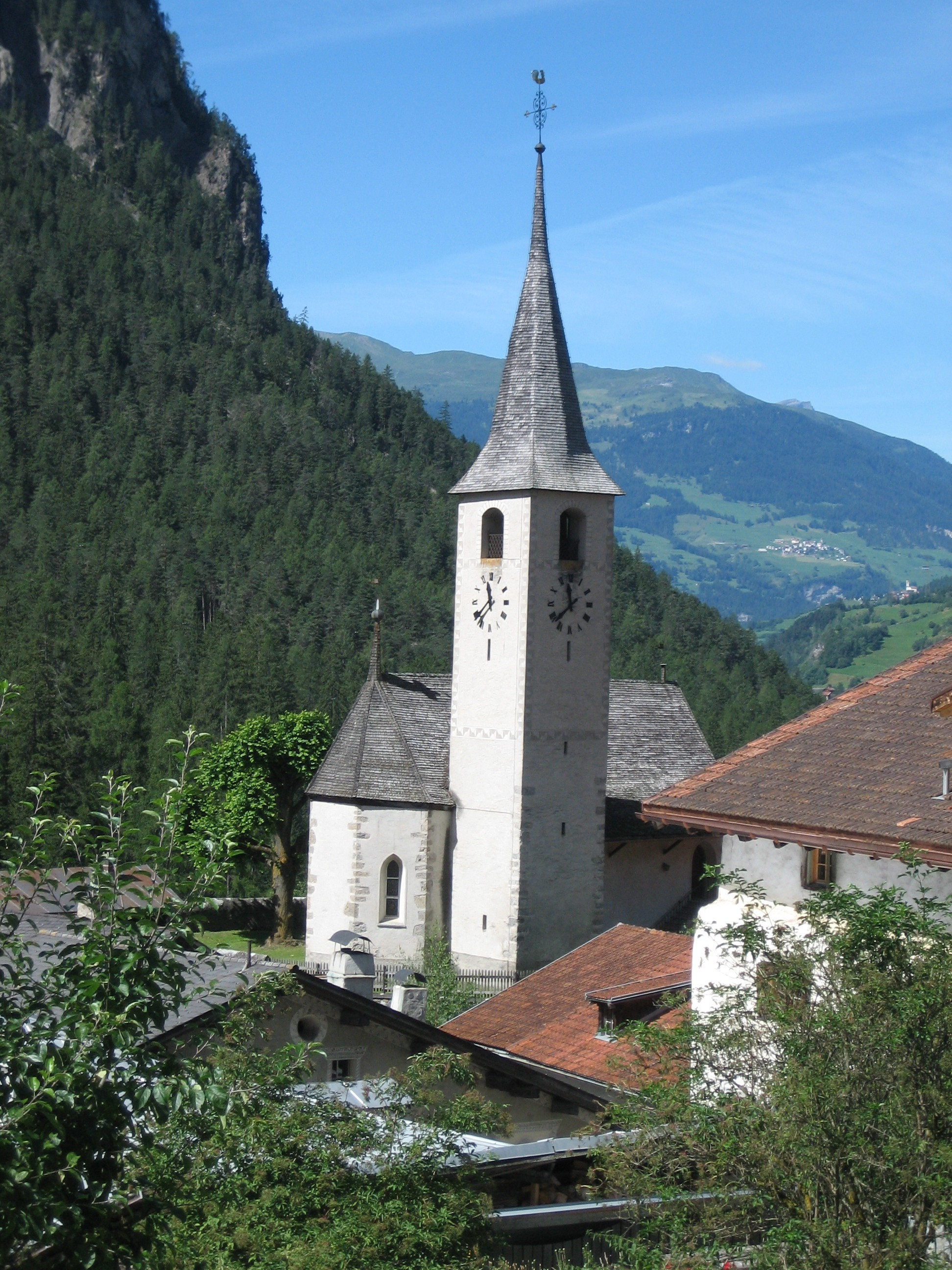
Reformierte Kirche

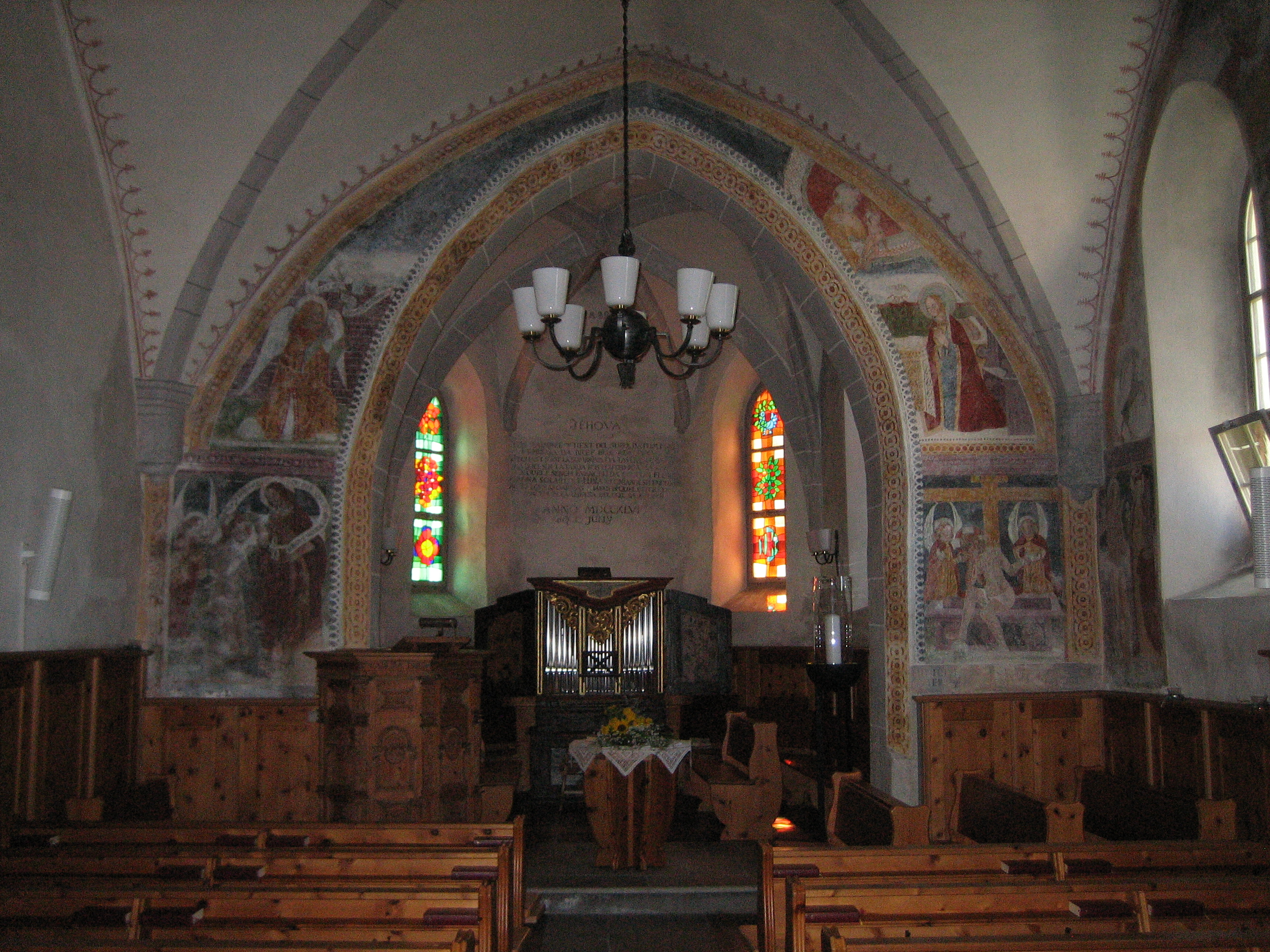
Innenansicht der Kirche

- Das Dorf mit seinen Häusern im Engadiner Baustil, (Wohnhaus mit Fassadenbemalung 1595 wohl von Hans Ardüser[2]) ist ein Strassendorf von nationaler Bedeutung.
- Die mittelalterliche reformierte Kirche St. Martin.[3]
- Nördlich des Dorfes überquert die Albulabahn den berühmten Landwasserviadukt, welcher den gleichnamigen Bach überspannt. Das 65 Meter hohe Bauwerk mündet mit einem Radius von 100 Metern direkt in den Landwassertunnel.
- Bemerkenswert sind die 2004 erstellten Perrondächer des Bahnhofs.[4]

Es führt eine Langlaufstrecke (12,6 km Marathon-Distanz) von Filisur nach Alvaneu, davon sind 2 km nachts beleuchtet Der erste Eisweg der Schweiz liegt im Nachbarort Surava – 9 km lang Skaten – mit Shuttleservice zurück zum Ausgangspunkt in Surava.
1952 bis 1954 wurde auf der Filisurer Alp Falein (und in Bergün/Bravuogn und Latsch) der erste und bekannte Heidi-Film gedreht, mit Heinrich Gretler als Alpöhi, Elsbeth Sigmund als Heidi und Thomas Klameth als Geissenpeter. Die «Heidihütte», welche für den Film benutzt wurde, steht heute noch und kann durch einen 2004 zum 50-Jahr-Jubiläum erstellten «Heidi-Wanderweg» von Bergün/Bravuogn nach Filisur besucht werden.
In den Jahren 1993/1994 war Filisur einer der Dreh- und Handlungsorte der 26-teiligen Schweizer Fernsehserie «Die Direktorin». Das Dorf hiess in der 1994/1995 ausgestrahlten Serie zusammen mit Bergün/Bravuogn «Madruns». Trotz der vielbeachteten Ausstrahlung in der Schweiz (die Ausstrahlung im ZDF wurde verzögert und stiess 1998 nur auf bescheidene Resonanz) brachte die Serie dem Dorf keinen weiteren touristischen Aufschwung. 2008 wurde die Serie im Sommerprogramm auf SF1 wiederholt.
Oberhalb des Dorfes liegt die Ruine der Burg Greifenstein.

## Wirtschaft und Verkehr

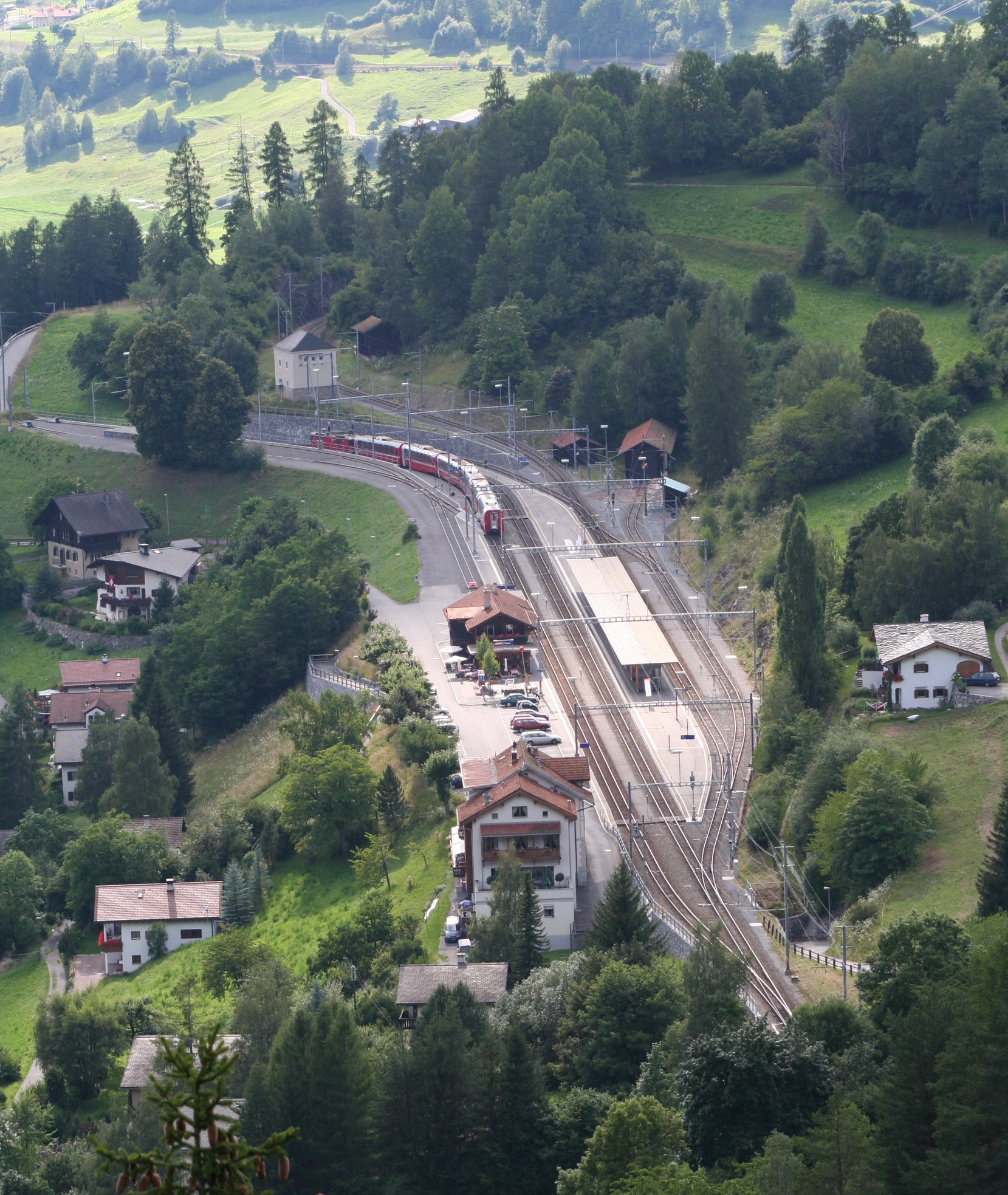
RhB-Bahnhof Filisur

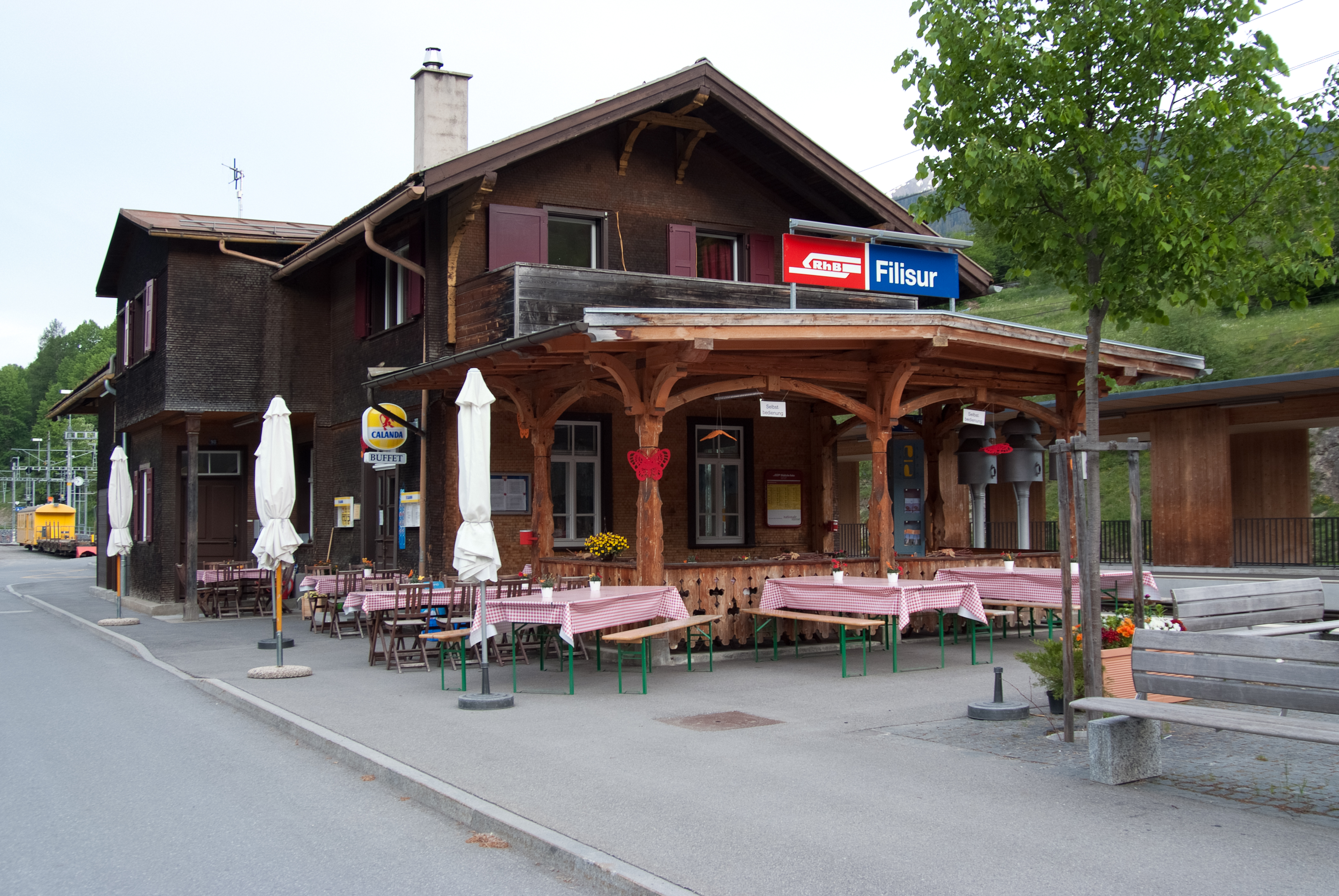
Bahnhof Filisur, 2009

Filisur ist ein vom Tourismus kaum geprägter Ort. Grösster Arbeitgeber ist die 1905 gegründete Gärtnerei Schutz Filisur. Engadiner Hängenelken, der ursprüngliche Blumenschmuck der Bündner Häuser, werden im angegliederten Alpin Gartencenter produziert. Seit 1960 ist die Albula-Landwasser Kraftwerke AG (ALK8) in Filisur beheimatet.
Seit 1903 ist Filisur Station an der Albulabahn, und seit 1909 zweigt hier die ähnlich tunnelreiche Strecke nach Davos ab. Im Juli 2006 wurde eine Umfahrungsstrasse zur Entlastung des Dorfkerns eröffnet.
Ebenfalls ab dem Jahr 2003 wurde der Bahnhof Filisur generalüberholt. Die Anzahl Geleise wurde von 5 auf 4 verringert, dadurch gab es neuen Platz für ein grosses Mittelperron. Zudem wurde eine Fussgängerunterführung zum überdeckten Bahnsteig der Gleise 2 nach dem Engadin und 3 nach Davos gebaut. Die Gleisanlage vom Bahnhof bis zum Tunnel vor dem bekannten Landwasserviadukt wurde erneuert und doppelspurig gebaut. Der Bahnhofsplatz und das Bahnhofsgebäude wurden erneuert und erweitert.